# Claes Lundberg
Claes Olof Lundberg, född 15 februari 1944 i Brännkyrka församling i Stockholm, död 11 juni 2024, var en svensk teaterregissör.

## Biografi
Claes Lundberg var främst verksam vid Göteborgs stadsteater och Östgötateatern men regisserade även på Dramaten och Stockholms stadsteater. Under slutet av 1960-talet studerade han vid Svenska Filminstitutets filmskola och gjorde 1972 filmen Smekmånad. Han var också verksam som översättare av dramatik.

## Teaterregi (urval)
| År   | Produktion                                                   | Upphovsmän                                              | Teater                                             |
| ---- | ------------------------------------------------------------ | ------------------------------------------------------- | -------------------------------------------------- |
| 1967 | Glädjeflickan i Rom                                          | Erik Johan Stagnelius                                   | Studieteatern, Stockholm, med bl.a. Viveka Seldahl |
| 1975 | Svejk i andra världskriget Schweyk im zweiten Weltkrieg      | Bertolt Brecht Översättning Bo Hallin och Gunnar Wersén | Örebroensemblen                                    |
| 1975 | Macbeth                                                      | William Shakespeare Översättning Allan Bergstrand       | Örebroensemblen                                    |
| 1975 | Den sanna bilden Sizwe Banzi Is Dead                         | Athol Fugard Översättning Claes Lundberg                | Örebroensemblen                                    |
| 1976 | Samhällets stöttepelare Samfundets støtter                   | Henrik Ibsen Översättning Nils Beyer                    | Örebroensemblen                                    |
| 1978 | Lika för lika Measure for Measure                            | William Shakespeare                                     | Örebroensemblen                                    |
| 1978 | Den arme Richard                                             | Sven Delblanc                                           | Dramaten                                           |
| 1981 | Kasimir och Karoline Kasimir und Karoline                    | Ödön von Horvath                                        | Göteborgs stadsteater                              |
| 1981 | Spöksonaten                                                  | August Strindberg                                       | Göteborgs stadsteater                              |
| 1982 | Fordringsägare                                               | August Strindberg                                       | Göteborgs stadsteater                              |
| 1982 | Trettondagsafton Twelfth Night, or What You Will             | William Shakespeare                                     | Göteborgs stadsteater                              |
| 1983 | En vintersaga The Winter's Tale                              | William Shakespeare                                     | Stockholms stadsteater                             |
| 1984 | En midsommarnattsdröm A Midsummer Night's Dream              | William Shakespeare                                     | Göteborgs stadsteater                              |
| 1985 | Pelikanen                                                    | August Strindberg                                       | Göteborgs stadsteater                              |
| 1985 | Lekar med elden Leka med elden Moderskärlek Första varningen | August Strindberg                                       | Göteborgs stadsteater                              |
| 1986 | Leka med elden                                               | August Strindberg                                       | TV-teatern                                         |
| 1986 | Kung Lear King Lear                                          | William Shakespeare                                     | Malmö stadsteater                                  |
| 1989 | Cymbeline                                                    | William Shakespeare                                     | Göteborgs stadsteater                              |
| 1989 | Järnbörd                                                     | Magnus Dahlström                                        | Göteborgs stadsteater                              |
| 1991 | Damiens                                                      | Sven Delblanc                                           | Göteborgs stadsteater                              |
| 1992 | Lilja                                                        | Magnus Dahlström                                        | Göteborgs stadsteater                              |
| 1994 | Rannsakningen Die Ermittlung                                 | Peter Weiss                                             | Göteborgs stadsteater                              |
| 1996 | Straffångens återkomst                                       | Stig Larsson                                            | Göteborgs stadsteater                              |
| 1998 | Sken                                                         | Magnus Dahlström                                        | Göteborgs stadsteater                              |
| 1998 | Påsk                                                         | August Strindberg                                       | Östgötateatern                                     |
| 1999 | Fröken Julie                                                 | August Strindberg                                       | Östgötateatern                                     |
| 2000 | En uppstoppad hund                                           | Staffan Göthe                                           | Östgötateatern                                     |
| 2002 | Streber                                                      | Stig Dagerman                                           | Östgötateatern                                     |
| 2003 | Hämndaria                                                    | Lars Norén                                              | Östgötateatern                                     |
| 2003 | Dreyfus                                                      | Magnus Dahlström                                        | Östgötateatern                                     |
| 2005 | Oväder                                                       | August Strindberg                                       | Östgötateatern                                     |

## Filmregi
- 1969 Livet är en trumma säger pappa (kortfilm), Svenska Filminstitutets filmskola
- 1970 Herr Hök och herr Jansson (kortfilm), Svenska Filminstitutets filmskola
- 1972 Smekmånad (även manus), med bl.a. Lena-Pia Bernhardsson, Tord Peterson, Carl Billquist & Meta Velander